# 山中正竹
山中 正竹（やまなか まさたけ、1947年4月24日 - ）は、20世紀後半に活躍した社会人野球の選手（投手）、監督。
1992年のバルセロナオリンピック野球日本代表監督を務め、銅メダルに導いた。

## 来歴・人物
大分県生まれ。大分県立佐伯鶴城高等学校ではエースとして活躍。1963年秋季九州大会は準決勝で高田高に敗退。1964年夏の甲子園予選中九州大会では決勝に進み、八代東高の池田純一らと投げ合うが、8回に逆転され甲子園出場を逸する。同年の秋季九州大会でも準々決勝に進むが、高鍋高の牧憲二郎に完封を喫した。翌1965年春季九州大会では決勝で小倉高の安田猛に投げ勝ち優勝を飾る。しかし同年夏は県予選準決勝でまたも高田高に敗れ、甲子園には届かなかった。
法政大学経済学部に進学。1年次よりエースピッチャーとして活躍し、一年先輩の田淵幸一、山本浩司、富田勝ら「法政三羽ガラス」と共に、東京六大学野球リーグにおける法大の黄金時代を形成する大きな原動力となった。在学4年間で残した通算48勝は、リーグ最多勝記録である。東京六大学野球リーグでは在学中3度優勝。1968年の全日本大学野球選手権大会でも、決勝でエース野村収を擁する駒大を降し優勝。1969年の第8回アジア野球選手権大会日本代表。リーグ通算80試合登板、48勝13敗、防御率1.86、230奪三振、ベストナイン2回。大学同期に江本孟紀、黒田正宏、山田克己、堀井和人、佐藤治夫、苑田邦夫らがいた。
大学卒業後は住友金属工業に入社し、野球部の中心選手として活躍。1970年から1976年まで7年連続で都市対抗野球大会に出場する。1970年の大会ではルーキーながら4試合に登板。チームも準決勝に進むが、安田猛を擁する大昭和製紙に大敗。1971年の大会には新日鐵広畑の補強選手として出場。全試合に先発して4勝をあげ決勝に進出、丸善石油を降しチームの優勝に貢献した。同年の第9回アジア野球選手権大会日本代表にも選出された。1972年の大会でも住友金属のエースとして準決勝に進出、その後も社会人野球を代表する選手として活躍した。
1976年に現役を引退し、1981年から住友金属の監督に就任。1982年には第53回都市対抗野球大会に優勝、1983年、1984年と2年連続で社会人野球日本選手権大会優勝を飾った。1984年、住友金属監督を退任。
ソウルオリンピック野球日本代表（1988年）コーチとして、バルセロナオリンピック野球日本代表（1992年）では監督として、二度のメダル獲得に大きく貢献している。
また、1977年より1993年まで、NHKで高校野球・大学野球、五輪野球競技の解説者を務めた後、1994年に母校・法政大学の監督に就任。退任する2002年までの間に、工学部教授を務めながら、東京六大学野球リーグに7度、全日本大学野球選手権大会に1度優勝（1995年）するなど、指導者としても法政黄金時代を築き上げた。
2003年、横浜ベイスターズの専務取締役に就任。2006年にはワールド・ベースボール・クラシック（WBC）アジア代表の技術委員を務めた。その傍らで、ドラフト制度検討委員会の委員長、セントラル野球連盟理事長などを歴任し、2010年3月末に退任した。同年4月より法政大学特任教授に就任。第5回世界野球選手権大会、第16回広州アジア大会における野球競技の技術委員を務めた。その後富山県高等学校野球連盟のテクニカルアドバイザーを務める。
2016年1月19日、アマチュア野球発展に尽くした功績により野球殿堂表彰者（特別表彰部門）に選出された。山中の野球殿堂入り表彰式は、同年5月28日の平成28年春季東京六大学野球リーグ戦最終節の早慶戦（明治神宮野球場）第1戦の試合開始に先立ち、同じく野球殿堂表彰者の松本瀧蔵（明治大学出身）と同時に執り行われ、熊﨑勝彦野球殿堂博物館理事長（日本野球機構コミッショナー）から掲額レリーフなどが山中に授与された。
2017年、全日本野球協会副会長に就任。同年、侍ジャパン強化委員会強化本部長に就任。2018年、全日本野球協会会長に就任。2019年、アジア野球連盟副会長に就任

## キャリア・経歴
- ソウルオリンピック野球日本代表コーチ
- バルセロナオリンピック野球日本代表監督
- 全日本大学野球選手権大会優勝監督
- 都市対抗野球大会優勝監督
- 社会人野球日本選手権大会優勝監督

## 著書
1. 『小さな大投手』（2010年11月：ベースボール・マガジン社）